# Mydaea pogonoides
Mydaea pogonoides är en tvåvingeart som först beskrevs av John Otterbein Snyder 1949.  Mydaea pogonoides ingår i släktet Mydaea och familjen husflugor.
Artens utbredningsområde är Washington. Inga underarter finns listade i Catalogue of Life.